# Chronostratigraphie
| Chronostratigraphie | Geochronologie |
| ------------------- | -------------- |
| Äonothem            | Äon            |
| Ärathem             | Ära            |
| System              | Periode        |
| Serie               | Epoche         |
| Stufe               | Alter          |

Die Chronostratigraphie bzw. -grafie (altgriechisch χρόνος chrónos, deutsch ‚Zeit‘) ist eine Unterdisziplin der geologischen Stratigraphie. Sie gliedert Gesteinskörper nach dem Alter ihrer Entstehung.
Die „Grundeinheit“ im hierarchischen System der Chronostratigraphie ist die Stufe (siehe Kasten). Sie ist die kleinste Einheit, die im globalen Maßstab verwendbar ist.

## Definition
Im Gegensatz zur Geochronologie, die eine abstrakte Zeitgliederung darstellt, ist die Chronostratigraphie an physische Gesteinskörper gebunden. Zu jeder geochronologischen Einheit existiert eine korrespondierende chronostratigraphische Einheit.
Die Stellung chronostratigraphischer Einheiten innerhalb einer Hierarchiestufe wird entsprechend der Schichtung der Gesteinskörper immer als Oben/Unten-Beziehung ausgedrückt. So wird das System Karbon in die zwei Serien Unterkarbon und Oberkarbon unterteilt. In anderen Systemen werden eher Adjektive verwendet, z. B. Unterer Jura, Mittlerer Jura, Oberer Jura.

## Historische Entwicklung

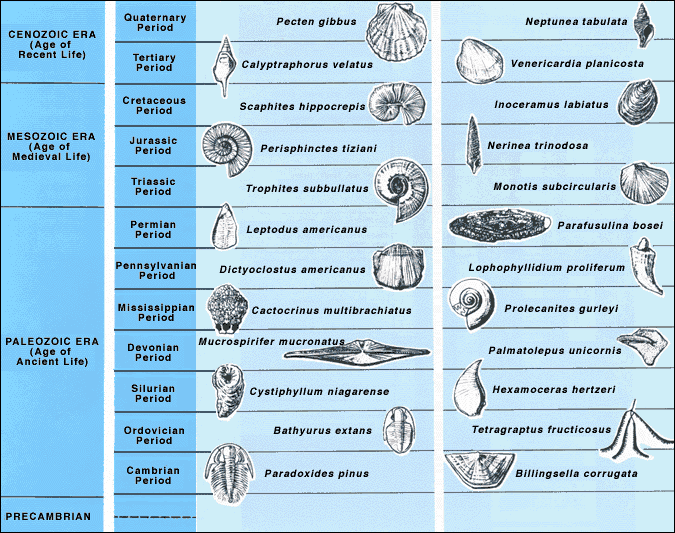
Charakteristische Fossilien (Leitfossilien) ermöglichen die Zuordnung von Gesteinen zu chronostratigraphischen Einheiten.

### Lokal – die Lithostratigraphie
Innerhalb der Stratigraphie ist die Chronostratigraphie in ihrer reinen Form eine vergleichsweise junge Disziplin. Die älteste Form einer stratigraphischen Gliederung wurde 1669 mit der Entdeckung des stratigraphischen Prinzips durch Nicolaus Steno eingeführt. Hier war das Gliederungskriterium, anhand dessen die Gesteinskörper vertikal abgegrenzt wurden, die Beschaffenheit des Gesteins an sich. Dieser lithostratigraphische Ansatz zur Parallelisierung von Gesteinskörpern erwies sich jedoch innerhalb größerer Sedimentbecken, wo sich die als Referenz an einem Ort aufgenommene Lithologie über größere Entfernungen hinweg deutlich ändert, oft als untauglich.

### Überregional – die Biostratigraphie
Anfang des 19. Jahrhunderts wurden durch William Smith die Horizontbeständigkeit und die konstante vertikale Abfolge von Fossilien oder deren Vergesellschaftungen entdeckt und stratigraphisch zur Parallelisierung entfernter, lithologisch unterschiedlich ausgeprägter Gesteine genutzt. Diese Arbeitsweise, heute Biostratigraphie genannt, setzte sich während der ersten Hälfte des 19. Jahrhunderts durch und führte in vielen Fällen zu einer überregionalen Definition der ehemals lokalen stratigraphischen Einheiten.

### Probleme bei der globalen Gliederung
Bis in die Mitte des 20. Jahrhunderts gab es weitere Verfeinerungen. Nun standen auch so viele lokale Daten zur Verfügung, dass eine globale Betrachtung der Zustände möglich wurde. Die Auswertungen waren jedoch schwierig, weil eine global einheitliche, homogene, auf der relativen Zeit der Sedimentation von Gesteinen beruhende Gliederung nicht verfügbar war. Zudem unterschieden sich die Konzepte; die Grenzen waren teils lithostratigraphisch, teils biostratigraphisch definiert. 
Das Unbehagen über diese Situation wurde zum Beispiel 1948 während des 18. Internationalen Geologischen Kongresses in London anhand der Pliozän/Pleistozän-Grenze artikuliert. 1960 wurde beim 21. Internationalen Geologischen Kongress in Kopenhagen die Auswahl eines Profils für diese Grenze empfohlen. Eine weitere Folge war 1961 die Gründung der International Union of Geological Sciences (IUGS) in Paris. Die IUGS wurde beauftragt, die Konzepte und die Terminologie der stratigraphischen Disziplinen präziser zu definieren und eine international einheitliche Gliederung der Gesteine und der Erdgeschichte zu erstellen.

### Die „neue Stratigraphie“ der IUGS
Als erste chronostratigraphische Grenze wurde durch die IUGS die Grenze Silur/Devon festgelegt. Gleichzeitig wurde das Prinzip eingeführt, chronostratigraphische Grenzen durch ein Referenzprofil und einen Referenzpunkt festzulegen (GSSP-Verfahren). Die aus dieser Festlegung gewonnenen Erfahrungen wurden 1976 in einer ersten Ausgabe des International Stratigraphic Guide dokumentiert. 
Im Vergleich zu einer Beschreibung bestimmter Eigenschaften war das neue Verfahren objektiver, weil es auf unveränderliche und nicht interpretierbare Gegebenheiten verweist: Referenzprofil und Referenzpunkt. Subjektiv bleibt dann die Übertragung auf Vorkommen abseits des Referenzprofils. Eine solche Parallelisierung ist nur mit Hilfe anderer Disziplinen möglich (z. B. Biostratigraphie oder Eventstratigraphie). 
Fortschritte in der Wissenschaft und die Entwicklung neuer Verfahren ermöglichen heute eine immer präzisere Identifikation der Grenzen in anderen Aufschlüssen. Inzwischen ist ein beträchtlicher Anteil der Gesteine des Phanerozoikums nach den Prinzipien der „neuen Stratigraphie“ gegliedert worden.

## Chronozone
Als Chronozone wird ein Gesteinskörper bezeichnet, der durch eine andere stratigraphische Einheit außerhalb der Chronostratigraphie definiert ist. So definiert beispielsweise eine in der Biostratigraphie eingeführte Biozone eine mit demselben Eigennamen bezeichnete Biochronozone. Diese Chronozone umfasst alle in der maximalen Zeitspanne der Biozone sedimentierten Gesteine. Entsprechendes gilt für lithostratigraphische, magnetostratigraphische usw. Einheiten. Die Chronozone ist eine von der chronostratigraphischen Hierarchie (Äonothem, Ärathem, System, Serie und Stufe) unabhängige Einheit und hat als geochronologisches Äquivalent die Einheit „Chron“.

## Chronostratigraphie versus Geochronologie
Die strikte Unterscheidung zwischen Chronostratigraphie und Geochronologie fällt oftmals auch dem Fachwissenschaftler schwer. Wann ist das Karbon ein System, wann ist es eine Periode? Wann ist das Mesozoikum eine Ära, wann ein Ärathem? Es liegt nahe, bei der Benennung von Gesteinseinheiten und den entsprechenden Zeiträumen dieselben Begriffe zu verwenden. Die in einen kontinuierlichen Zeitstrahl projizierte Gliederung ist ein einfaches Konzept, das intuitiv auch von Laien bei der Auseinandersetzung mit geologischen Schichten benutzt wird – die älteren Gesteinskörper oder Schichten sind unten, die jüngeren oben.